# 塔拉科區

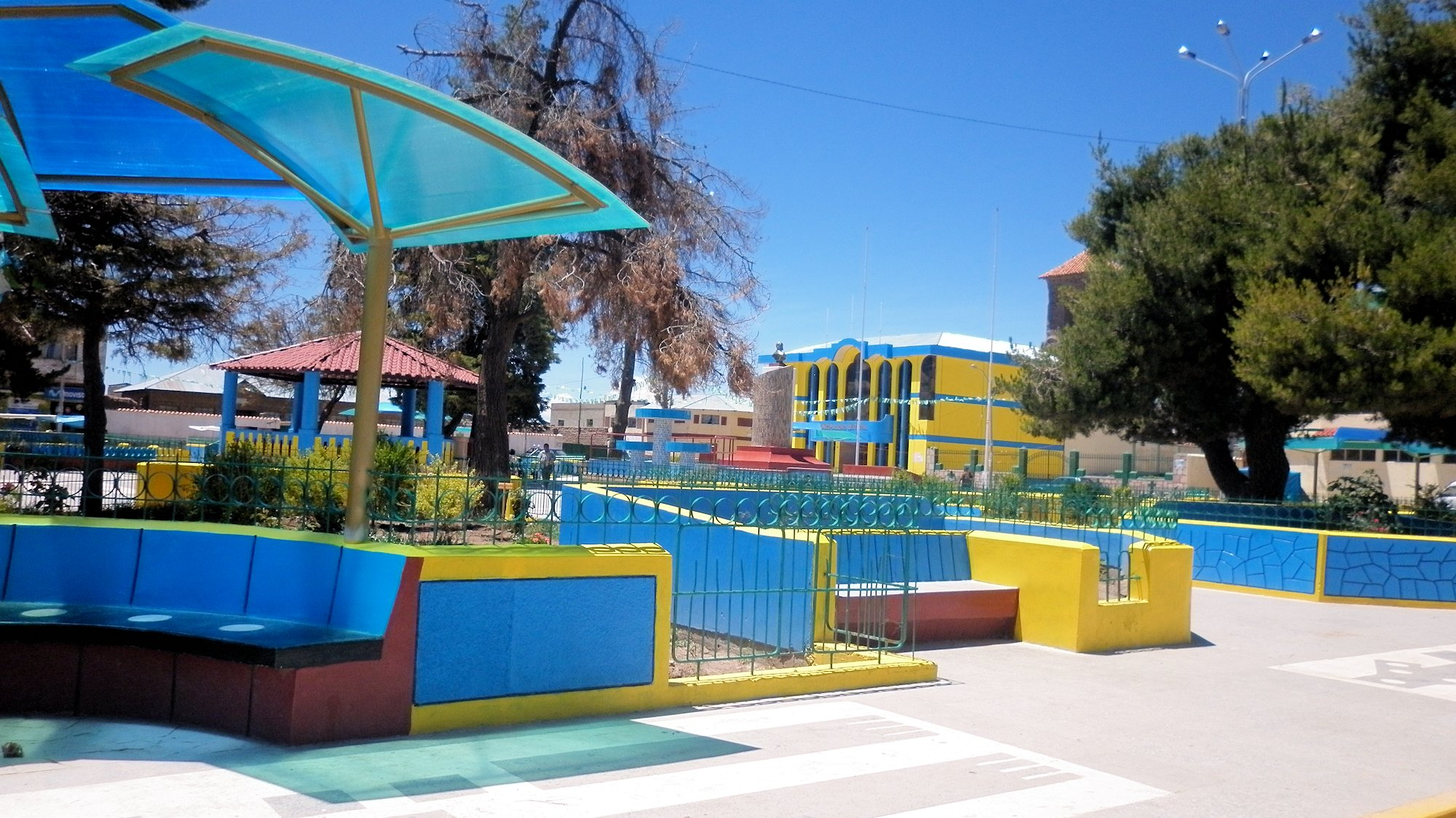

塔拉科區（西班牙語：Distrito de Taraco），是秘魯的一個區，位於該國東南部普諾大區的萬卡內省，面積198.02平方公里，海拔高度3,819米，2005年人口16,379，人口密度每平方公里83人。